# Tapping the Vein
Albums de Sodom
Better off Dead
(1990) Aber Bitte Mit Sahne
(1993)
Tapping the Vein est le cinquième album studio du groupe de thrash metal allemand Sodom. L'album est sorti en 1992 sous le label Steamhammer Records. La pochette a été dessinée par Dieter Braun et Jürgen Huber.
Cet album est assez à part dans la discographie de Sodom. En effet, il s'agit du seul album du groupe possédant des influences de Death metal aussi affirmées.

## Liste des morceaux
| No  | Titre                  | Auteur            | Durée |
| --- | ---------------------- | ----------------- | ----- |
| 1.  | Body Parts             | Chris Witchhunter | 3:02  |
| 2.  | Skinned Alive          | Tom Angelripper   | 2:27  |
| 3.  | One Step over the Line | Tom Angelripper   | 5:07  |
| 4.  | Deadline               | Tom Angelripper   | 3:52  |
| 5.  | Bullet in the Head     | Tom Angelripper   | 3:01  |
| 6.  | The Crippler           | Chris Witchhunter | 4:10  |
| 7.  | Wachturm               | Tom Angelripper   | 3:47  |
| 8.  | Tapping the Vein       | Andy Brings       | 5:11  |
| 9.  | Back to War            | Tom Angelripper   | 3:14  |
| 10. | Hunting Season         | Tom Angelripper   | 4:28  |
| 11. | Reincarnation          | Andy Brings       | 7:49  |

## Musiciens
- Tom Angelripper - Chant, Basse
- Andy Brings - Guitare
- Chris Witchhunter - Batterie